# Сендзиці (Нижньосілезьке воєводство)
Сендзиці (пол. Sędzice) — село в Польщі, у гміні Завоня Тшебницького повіту Нижньосілезького воєводства.
Населення — 465 осіб (2011).
У 1975-1998 роках село належало до Вроцлавського воєводства.

## Демографія
Демографічна структура станом на 31 березня 2011 року:
|          | Загалом | Допрацездатний вік | Працездатний вік | Постпрацездатний вік |
| -------- | ------- | ------------------ | ---------------- | -------------------- |
| Чоловіки | 243     | 47                 | 184              | 12                   |
| Жінки    | 222     | 41                 | 142              | 39                   |
| Разом    | 465     | 88                 | 326              | 51                   |